# Rakaia River
Der Rakaia River ist ein Fluss in der Region Canterbury auf der Südinsel von Neuseeland. 

## Geographie
Der 150 km lange Rakaia River hat seinen Ursprung am östlichen Ende des Gletschersees des Lyell Glacier in den Neuseeländischen Alpen. Südlich bis südöstlich erheben sich die Gipfel der Jollie Range und nördlich des Entstehungsgebietes befindet sich der 2179 m hohe Mount Kinkel mit den Gletschern Cookayne Glacier und St James Glacier im Hintergrund. Nach einer anfänglichen östlichen Ausrichtung des Flusses, schwenkt der Rakaia River südwestlich des Lake Coleridge in eine südöstlich Richtung ab, die er bis zur Mündung Rakaia Lagoon und schließlich in den Pazifischen Ozean beibehält.
Der Rakaia River gilt als einer der größten verflochtenen Flüsse in Neuseeland. Er besitzt einen mittleren Abfluss von 203 m³/s, einen über sieben Tage gemittelten Abfluss im Jahresminimum von 87 m³/s und breitet sich in weiten Teilen seines Flussverlaufes über ein breites Schotterbett aus. Lediglich zwischen der Mt Hutt Range im Westen einigen mittleren Bergen im Osten wird der Fluss vor seinem Eintritt in die Ebene der Canterbury Plains durch den Rakaia Gorge auf rund 8 Flusskilometer eingeengt.
Als Nebenflüsse des Rakaia River gelten die linksseitigen Flüsse Mathias River, Wilberforce River und Acheron River. Rund 9 km ostnordöstlich von Methven wird dem Rakaia River über den Rangitata Diversion Race, einem Kanal zwischen dem Rangitata River und dem Rakaia River Wasser zugeführt.

## Verkehrsverbindungen
In den 1870er Jahren gab es Planungen, die Whitecliffs Branch-Nebenbahn durch den Rakaia Gorge zu verlängern. Die Königliche Kommission für Bahntransport sprach sich 1880 zugunsten des Planes aus, er wurde jedoch nie umgesetzt. Im Jahre 1882 wurde eine Straßenbrücke am südlichen Ende der Schlucht eröffnet. Diese und die Überquerung bei der Kleinstadt Rakaia sind die einzigen Überquerungen des Flusses für Kraftfahrzeuge. Bei Rakaia befindet sich parallel zur Überquerung durch den New Zealand State Highway 1 noch die Eisenbahnbrücke über den Fluss. Beide sind mit einer Länge von 1750 m die längsten Straßen- und Eisenbahnbrücken in Neuseeland.

## Flora und Fauna
Der Fluss ist für das Angeln auf Königslachse (Oncorhynchus tshawytscha) bekannt. Er stellt auch den Lebensraum für 73 % der Gesamtpopulation des in Neuseeland „Wrybill“ oder „Ngutuparore“ genannten Regenpfeifers (Anarhynchus frontalis) dar. Weitere Vogelarten sind die Graubauch-Seeschwalbe (Chlidonias albostriatus) und der Doppelbandregenpfeifer (Charadrius bicinctus).